# گوه‌دندانان
گوه‌دندانان (نام علمی: Sphenacodontidae) نام یک تیره از رده هم‌کمانان است.